# 錫林敦 (紐約州)
錫林敦（英語：Searingtown）是位於美國紐約州拿騷縣的普查規定居民點。

## 人口
根據2020年美國人口普查的數據，錫林敦的面積為2.41平方千米，皆為陸地。當地共有人口5044人，而人口密度為每平方千米2,092.95人。